# Leptolalax
Genre
Synonymes
- Paramegophrys Liu, 1965
- Carpophrys Sichuan Biological Research Institute, 1977

Leptolalax est un genre d'amphibiens de la famille des Megophryidae.

## Répartition
Les 45 espèces de ce genre se rencontrent dans le sud de la République populaire de Chine et en Asie du Sud-Est.

## Liste des espèces
Selon Amphibian Species of the World (8 janvier 2016) :
- Leptolalax aereus Rowley, Stuart, Richards, Phimmachak & Sivongxay, 2010
- Leptolalax alpinus Fei, Ye & Li, 1990
- Leptolalax applebyi Rowley & Cao, 2009
- Leptolalax arayai Matsui, 1997
- Leptolalax bidoupensis Rowley, Le, Tran & Hoang, 2011
- Leptolalax botsfordi Rowley, Dau & Nguyen, 2013
- Leptolalax bourreti Dubois, 1983
- Leptolalax croceus Rowley, Hoang, Le, Dau & Cao, 2010
- Leptolalax dringi Dubois, 1987
- Leptolalax eos Ohler, Wollenberg, Grosjean, Hendrix, Vences, Ziegler & Dubois, 2011
- Leptolalax firthi Rowley, Hoang, Dau, Le & Cao, 2012
- Leptolalax fritinniens Dehling & Matsui, 2013
- Leptolalax fuliginosus Matsui, 2006
- Leptolalax gracilis (Günther, 1872)
- Leptolalax hamidi Matsui, 1997
- Leptolalax heteropus (Boulenger, 1900)
- Leptolalax isos Rowley, Stuart, Neang, Hoang, Dau, Nguyen & Emmett, 2015
- Leptolalax kajangensis Grismer, Grismer & Youmans, 2004
- Leptolalax kecil Matsui, Belabut, Ahmad & Yong, 2009
- Leptolalax khasiorum Das, Tron, Rangad & Hooroo, 2010
- Leptolalax lateralis (Anderson, 1871)
- Leptolalax laui Sung, Yang & Wang, 2014
- Leptolalax liui Fei & Ye, 1990
- Leptolalax marmoratus Matsui, Zainudin & Nishikawa, 2014
- Leptolalax maurus Inger, Lakim, Biun & Yambun, 1997
- Leptolalax melanoleucus Matsui, 2006
- Leptolalax melicus Rowley, Stuart, Neang & Emmett, 2010
- Leptolalax minimus (Taylor, 1962)
- Leptolalax nahangensis Lathrop, Murphy, Orlov & Ho, 1998
- Leptolalax nokrekensis (Mathew & Sen, 2010)
- Leptolalax nyx Ohler, Wollenberg, Grosjean, Hendrix, Vences, Ziegler & Dubois, 2011
- Leptolalax oshanensis (Liu, 1950)
- Leptolalax pelodytoides (Boulenger, 1893)
- Leptolalax pictus Malkmus, 1992
- Leptolalax platycephalus Dehling, 2012
- Leptolalax pluvialis Ohler, Marquis, Swan & Grosjean, 2000
- Leptolalax pyrrhops Poyarkov, Rowley, Gogoleva, Vassilieva, Galoyan & Orlov, 2015
- Leptolalax sabahmontanus Matsui, Nishikawa & Yambun, 2014
- Leptolalax solus Matsui, 2006
- Leptolalax sungi Lathrop, Murphy, Orlov & Ho, 1998
- Leptolalax tamdil Sengupta, Sailo, Lalremsanga, Das & Das, 2010
- Leptolalax tuberosus Inger, Orlov & Darevsky, 1999
- Leptolalax ventripunctatus Fei, Ye & Li, 1990
- Leptolalax zhangyapingi Jiang, Yan, Suwannapoom, Chomdej & Che, 2013

En 2017, une nouvelle espèce a été décrite (Zootaxa):
- Leptolalax maoershanensis Yuan, Sun, Chen, Rowley, Wu, Hou & Che

## Publication originale
- Dubois, 1980 : Notes sur la systématique et la répartition des amphibiens anoures de Chine et des régions avoisinantes IV. Classification générique et subgénérique des Pelobatidae Megophryinae. Bulletin Mensuel de la Société Linnéenne de Lyon, vol. 49, p. 469-482.